# Michael Hißmann (Philosoph)
Michael Hißmann (* 25. September 1752 in Hermannstadt; † 14. August 1784 in Göttingen) war ein deutsch-siebenbürgischer Philosoph und Hochschullehrer.

## Leben
Hißmann stammte aus einer wohlhabenden Bäckerfamilie und besuchte zunächst das Gymnasium in Hermannstadt, bevor er nach erfolgreichem Konsistorialexamen 1773 an die Universität Erlangen ging um Theologie zu studieren. Er hörte dort zudem Philosophie, Mathematik und Physik. 1774 wechselte er an die Universität Göttingen, an der er sich zunächst wieder für Theologie einschrieb, dann aber in die Philosophie wechselte. 1776 wurde er in die Königlich deutsche Gesellschaft zu Göttingen aufgenommen und im gleichen Jahr mit der Dissertation De infinito. Dissertatio metaphysica prima… zum Doktor der Philosophie promoviert.
Hißmann absolvierte ein großes Arbeits- und Reisepensum. Dies soll der Grund für seine häufigen Erkrankungen und Kuraufenthalte gewesen sein. Nachdem er an den Universitäten in Halle, Helmstedt und Kiel mögliche Professuren nicht realisierte, wurde er 1782 zunächst außerordentlicher, dann 1784 ordentlicher Professor der Philosophie an der Universität in Göttingen. 1784 bekam er einen Ruf der Universität Pest als Ordinarius der Philosophie sowie ein verbessertes Angebot der Universität Göttingen. Er entschied sich im August 1784 für die Professur in Pest, konnte allerdings die Stelle nicht mehr antreten, da er zuvor an seinem Tuberkuloseleiden verstarb.
Hißmann war Vertreter der Materialistischen Philosophie und befasste sich mit der Psychologie.

## Werke (Auswahl)
- Psychologische Versuche, ein Beytrag zur esoterischen Logik, 1777
- Anleitung zur Kenntniß der auserlesenen Literatur in allen Theilen der Philosophie, 1778
- Briefe über Gegenstände der Philosophie, 1778
- Magazin für die Philosophie und ihre Geschichte, 6 Bände, 1778–83
- Untersuchungen über den Stand der Natur, anonym 1780
- Ausgewählte Schriften, hrsg. von Udo Roth und Gideon Stiening, Berlin 2013 [Werkprofile, hrsg. von Frank Grunert und Gideon Stiening, Bd. 3]

### Übersetzungen
- Charles de Brosses, Ueber Sprache und Schrift. Aus dem Französischen übersetzt und mit Anmerkungen begleitet von Michael Hißmann. Bände 1 und 2, Weygandsche Buchhandlung, Leipzig, 1777
- Jean-Baptiste-Claude Delisle de Sales, Charles Joseph de Meyer, Louis Sebastian Mercier, Neue Welt- und Menschengeschichte. Aus dem Französischen. Mit Zusätzen und Anmerckungen versehen von Michael Hißmann (Histoire des hommes ou histoire nouvelle de tous les peuples du monde) in 18 Teilen, Münster, Leipzig, 1781–1794
- Étienne Bonnot de Condillac, Versuch über den Ursprung der menschlichen Erkenntniß (Essai sur l'origine des connoissances humaines) in 2 Theilen, Leipzig, 1780